# Batocera gerstaeckerii
Batocera gerstaeckerii är en skalbaggsart som beskrevs av Thomson 1865. Batocera gerstaeckerii ingår i släktet Batocera och familjen långhorningar. Inga underarter finns listade.